# FFH-Gebiet Gehege Osterhamm-Elsdorf
Das FFH-Gebiet Gehege Osterhamm-Elsdorf ist ein NATURA 2000-Schutzgebiet in Schleswig-Holstein im Kreis Rendsburg-Eckernförde in den Gemeinden Elsdorf-Westermühlen, Nübbel und Fockbek und liegt in der Landschaft Schleswiger Vorgeest als Teil der Naturräumlichen Haupteinheit Schleswig-Holsteinische Geest. Es hat eine Fläche von 646 ha. Die größte Ausdehnung liegt in Nordwestrichtung und beträgt 4,39 km. Die höchste Erhebung mit 31,2 m über NN liegt auf einem Geestkegel im Zentrum des FFH-Gebietes 330 m nordöstlich der Bundesstraße B 203, die das Gebiet von West nach Ost durchschneidet. Der niedrigste Bereich liegt mit 3 m über NN an der Südspitze des Gebietes in Richtung Eiderniederung.

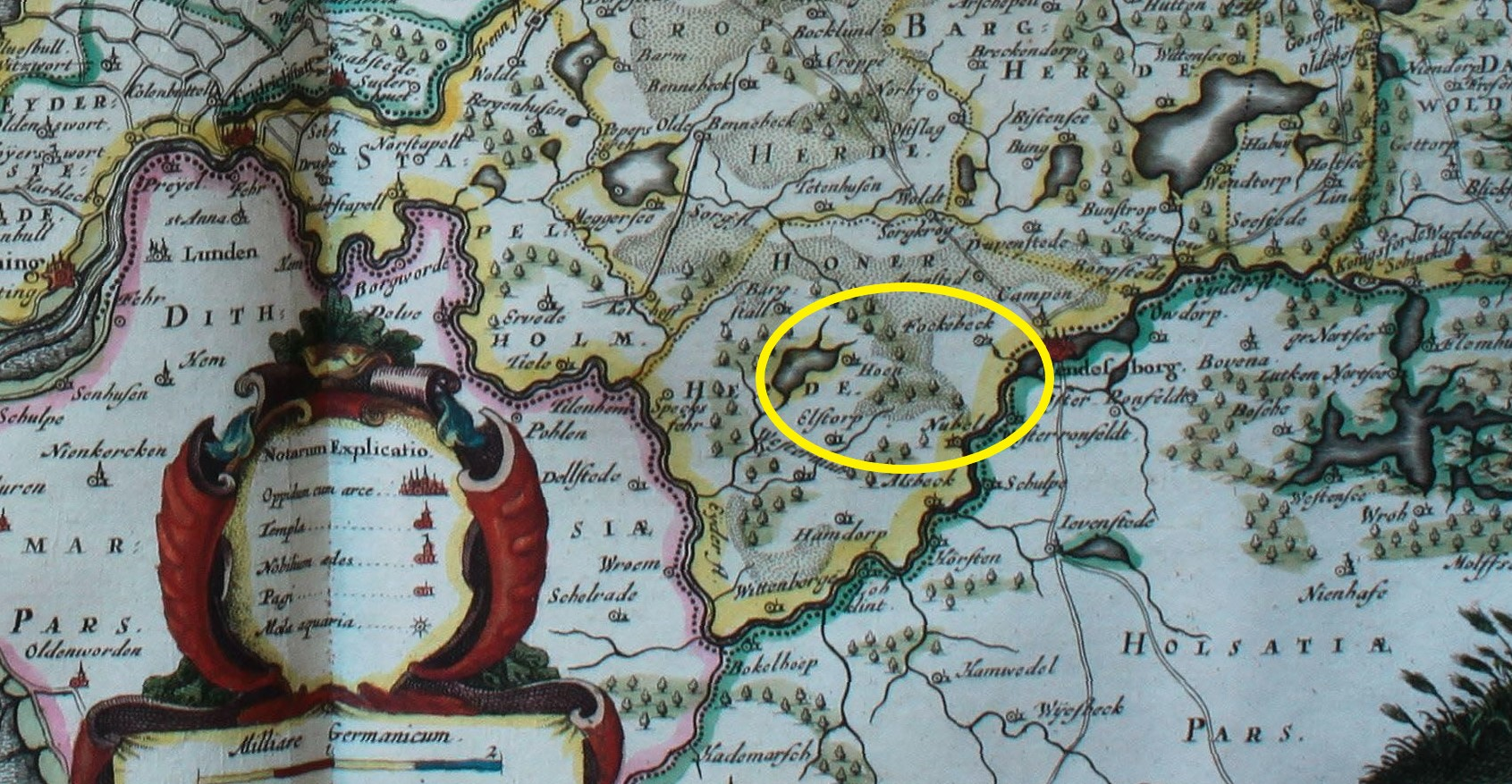
Bild 1: Gehege Osterhamm-Elsdorf um 1660

Es handelt sich um einen historischen Waldstandort, der bereits zu dänischer Zeit als vollständig mit Laubbäumen bestockter Staatsforst existierte. In der Karte DUCATUS SLESWICI PARS MERIDIONALIS des Husumer Kartografen Johannes Mejer aus dem Jahre 1660 ist zwischen den Ortschaften Elstorp (heute Elsdorf) und Fockebeck (heute Fockbek) ein Wald eingezeichnet, siehe Bild 1. Trotz der Rodungen, die nach dem Zweiten Weltkrieg von der britischen Besatzungsmacht in vielen schleswig-holsteinischen Wäldern als Reparationsleistungen durchgeführt wurden, ist der Laubwaldbestand im Gehege Osterhamm noch relativ hoch. Die geschlagenen Lücken wurden nach dem Krieg mit schnell wachsenden Fichten und Lärchen geschlossen, siehe auch Diagramm 1.
Nur 6 % der Bäume sind älter als 140 Jahre. Dazu gehört eine neunarmige Rotbuche auf dem Gebiet der Gemeinde Elsdorf-Westermühlen, die bereits 1913 zum Naturdenkmal erklärt wurde. Das FFH-Gebiet besteht aus den Waldgebieten Gehege Osterhamm im Zentrum, Schichtholz im Westen, Nübbeler Wald im Süden, Kiefholz im Nordwesten und Fockbeker Wald im Nordosten.
Das FFH-Gebiet gehört zum Wasser- und Bodenverband Garlbek. Die Bundesstraße B 203 bildet bis auf den äußersten Westen die Wasserscheide zwischen Eider und Sorge. Der südliche Teil entwässert in die 1,8 km entfernte Eider, der nördliche Teil über die Garlbek in die Neue Sorge.
Über drei Viertel der Gebietsfläche ist im Eigentum der Schleswig-Holsteinischen Landesforsten A.ö.R. (SHLF). Der Rest verteilt sich auf 50 Privatpersonen, siehe Diagramm 2.

## FFH-Gebietsgeschichte und Naturschutzumgebung
Der NATURA 2000-Standard-Datenbogen (SDB) für dieses FFH-Gebiet wurde im Mai 2004 vom Landesamt für Landwirtschaft, Umwelt und ländliche Räume (LLUR) des Landes Schleswig-Holstein erstellt, im September 2004 als Gebiet von gemeinschaftlicher Bedeutung (GGB) vorgeschlagen, im November 2007 von der EU als GGB bestätigt und im Januar 2010 national nach § 32 Absatz 2 bis 4 BNatSchG in Verbindung mit § 23 LNatSchG als besonderes Erhaltungsgebiet (BEG) bestätigt. Der SDB wurde zuletzt im Mai 2019 aktualisiert. Der Managementplan für den in Privathand befindlichen Teil des FFH-Gebietes wurde am 8. Juni 2018, der für den Teil der SHLF im März 2010 veröffentlicht.
Mit der Gebietsbetreuung des FFH-Gebietes Gehege Osterhamm-Elsdorf gem. § 20 LNatSchG wurde durch das LLUR noch keine Institution beauftragt.
Das FFH-Gebiet grenzt im Norden an das FFH-Gebiet Dachsberg bei Wittenmoor.

## FFH-Erhaltungsgegenstand
Laut Standard-Datenbogen vom Mai 2019 sind folgende FFH-Lebensraumtypen und Arten für das Gesamtgebiet als FFH-Erhaltungsgegenstände mit den entsprechenden Beurteilungen zum Erhaltungszustand der Umweltbehörde der Europäischen Union gemeldet worden (Gebräuchliche Kurzbezeichnung (BfN)):
FFH-Lebensraumtypen nach Anhang I der EU-Richtlinie:
- 3150 Natürliche und naturnahe nährstoffreiche Stillgewässer mit Laichkraut oder Froschbiss-Gesellschaften (Gesamtbeurteilung C)[13]
- 7140 Übergangs- und Schwingrasenmoore (Gesamtbeurteilung C)[14]
- 9110 Hainsimsen-Buchenwälder (Gesamtbeurteilung B)[15]
- 9120* Atlantischer, saurer Buchenwald mit Unterholz aus Stechpalme und gelegentlich Eibe (Gesamtbeurteilung B)[16]
- 9130 Waldmeister-Buchenwälder (Gesamtbeurteilung B)[17]
- 9160 Sternmieren-Eichen-Hainbuchenwälder (Gesamtbeurteilung B)[18]
- 9190 Alte bodensaure Eichenwälder auf Sandebenen mit Stieleiche (Gesamtbeurteilung B)[19]
- 91E0* Erlen-Eschen- und Weichholzauenwälder (Gesamtbeurteilung C)[20]

Arten gemäß Artikel 4 der Richtlinie 2009/147/EG und Anhang II der Richtlinie 92/43/EWG und diesbezügliche Beurteilung des Gebiets:
- A030 Schwarzstorch (Ciconia nigra) (ohne Gesamtbeurteilung)[22]

- 1166 Kammmolch (Gesamtbeurteilung B)[23]

Gut ein Drittel der Gebietsfläche ist keinem Lebensraumtyp zugeordnet, siehe Diagramm 3. Die Lebensraumflächen sind zu nahezu 100 % mit Wald-Lebensraumtypen bedeckt. Die Flächen ohne Lebensraumtypzuordnung bestehen zum größten Teil aus dem Biotoptyp (WF) sonstiger flächenhaft nutzungsgeprägter Wald.
Für die beiden im SDB angeführten Arten fehlen genauere Zahlenangaben. Die Größe der Population des Kammmolches soll jedoch mehrere hundert Exemplare betragen. Der Nationale Bericht zur FFH-Richtlinie Teil 2 des BfN aus dem Jahre 2020 bescheinigt der Population des Kammmolches in Schleswig-Holstein einen ungünstigen Erhaltungszustand. Der Schwarzstorch wird im Nationalen Vogelschutz-Bericht 2019 im Planquadrat des FFH-Gebietes Gehege Osterhamm-Elsdorf als nicht vorhanden gekennzeichnet.

## FFH-Erhaltungsziele
Aus den oben aufgeführten FFH-Erhaltungsgegenständen werden als FFH-Erhaltungsziele von besonderer Bedeutung die Erhaltung folgender Lebensraumtypen und Arten im FFH-Gebiet vom Ministerium für Energiewende, Landwirtschaft, Umwelt und ländliche Räume des Landes Schleswig-Holstein erklärt:
- 7140 Übergangs- und Schwingrasenmoore
- 9110 Hainsimsen-Buchenwälder
- 9120* Atlantischer, saurer Buchenwald mit Unterholz aus Stechpalme und gelegentlich Eibe
- 9130 Waldmeister-Buchenwälder
- 9160 Sternmieren-Eichen-Hainbuchenwälder
- 9190 Alte bodensaure Eichenwälder auf Sandebenen mit Stieleiche
- 91E0* Erlen-Eschen- und Weichholzauenwälder
- 1166 Kammmolch

Aus den oben aufgeführten FFH-Erhaltungsgegenständen werden als FFH-Erhaltungsziele von Bedeutung die Erhaltung folgender Lebensraumtypen und Arten im FFH-Gebiet vom Ministerium für Energiewende, Landwirtschaft, Umwelt und ländliche Räume des Landes Schleswig-Holstein erklärt:
- 3150 Natürliche und naturnahe nährstoffreiche Stillgewässer mit Laichkraut oder Froschbiss-Gesellschaften
- 7140 Übergangs- und Schwingrasenmoore

## FFH-Analyse und Bewertung
Das Kapitel FFH-Analyse und Bewertung in den Managementplänen für den Privatwald und den SHLF beschäftigt sich unter anderem mit den aktuellen Gegebenheiten des FFH-Gebietes und den Hindernissen bei der Erhaltung und Weiterentwicklung der FFH-Lebensraumtypen. Die Ergebnisse fließen in den FFH-Maßnahmenkatalog ein.
Die FFH-Lebensraumtypen im FFH-Gebiet haben zu fast 100 % eine gute Gesamtbewertung im SDB zugesprochen bekommen, siehe Diagramm 4. Lediglich die Stillgewässer, Moore und Auenwaldbereiche haben keine gute Bewertung bekommen.

## FFH-Maßnahmenkatalog
Der FFH-Maßnahmenkatalog im Managementplan des Privatwaldes führt neben den bereits durchgeführten Maßnahmen geplante Maßnahmen zur Erhaltung und Entwicklung der FFH-Lebensraumtypen im FFH-Gebiet an. Letztere sind zusätzlich in 9 Maßnahmenblättern tabellarisch festgehalten.
Der FFH-Maßnahmenkatalog im Managementplan der SHLF führt neben den bereits durchgeführten Maßnahmen geplante Maßnahmen zur Erhaltung und Entwicklung der FFH-Lebensraumtypen im FFH-Gebiet an. Diese sind zudem in einer Maßnahmenkarte lokalisiert. Das Hauptaugenmerk liegt auf dem Waldumbau hin zu Laubbäumen und die Verbesserung des Wasserhaushaltes. Ein Teil des Waldes ist als Naturwald ausgezeichnet und damit jedweder Bewirtschaftung entzogen.
Wie in den meisten FFH-Gebieten des Landes gibt es an den Zugängen und im Inneren der FFH-Gebiete für den Besucher keinerlei Hinweise oder nähere Informationen zum FFH-Gebiet. Eine Ausweitung des Wegenetzes zur Naherholung ist im Maßnahmenkatalog ausdrücklich untersagt. Zum Schutz des Kammmolches wird auf den Besatz von Fischen in den Gewässern im FFH-Gebiet verzichtet.

## FFH-Erfolgskontrolle und Monitoring der Maßnahmen
Eine FFH-Erfolgskontrolle und Monitoring der Maßnahmen findet in Schleswig-Holstein alle sechs Jahre statt. Die Ergebnisse des letzten Monitorings wurden am 27. November 2012 veröffentlicht (Stand Januar 2022).